# Rechtsinstitut
Rechtsinstitut (auch Rechtseinrichtung und Rechtsfigur) bezeichnet die Summe der Rechtsgrundsätze, die durch Gesetzgebung, Rechtsprechung und Rechtswissenschaft zur rechtlichen Beurteilung eines bestimmten Lebenssachverhalts entwickelt worden sind. Beispiele sind das Eigentum, das „Berufsbeamtentum“, die Sicherungsübereignung, die „Betriebsrisikolehre“ oder die „Actio libera in causa“.

## Rechtsgeschichte und Bedeutung
Ausgehend von den im Corpus iuris civilis unter Kaiser Justinian I. u. a. zusammengefassten Institutionen und Digesten des römischen Rechts entwickelte sich unter dem Einfluss der Glossatoren und auf sie folgend den Postglossatoren bis in das 14. Jahrhundert eine Sammlung von Rechts- und Gesetzestexten, die in dieser Form im gemeinen Recht rezipiert wurde. 
Okko Behrends macht in seiner kulturanthropologischen Abhandlung zur geistigen Mitte des römischen Rechts auf die Synonymität der Begriffe institutum und res incorporalis aufmerksam, denn sie betonen als „gedankliche Einrichtungen“ ihre menschliche (skeptische) Herkunft.
Das Bestehen bestimmter Rechtsinstitute wird heute durch das Grundgesetz garantiert. Diese sogenannten Einrichtungsgarantien gewährleisten ihrem Wesen nach in erster Linie den Bestand eines bestimmten Rechtsinstituts an sich. Sie können jedoch – wie die Grundrechte – auch für den Einzelnen subjektive Rechte begründen.

Bezieht sich eine solche Garantie auf einen öffentlich-rechtlichen Sachverhalt, so wird das als institutionelle Garantie bezeichnet. Bezieht sie sich auf einen privatrechtlichen Sachverhalt, so wird sie Institutsgarantie genannt. Diese Unterscheidung geht zurück auf Carl Schmitt. 
 Schmitt rezipiert dabei die maßgeblich von Maurice Hauriou und Santi Romano entwickelte Institutionenlehre.